# Естадио Ла Ромареда
Естадио Ла Ромареда (на испански: Estadio de La Romareda) е футболен стадион в Сарагоса, Испания. На него играе домакинските си срещи Реал Сарагоса. Построен е през 1956 година от Ferrovial Group и е наследник на предишния стадион на клуба „Естадио Тореро“ (на испански: Estadio Torrero), който е едва 20-хиляден и твърде малък за публика.
Официално е открит на 8 септември 1957 в мач между Реал Сарагоса и Осасуна, завършил 4:3 в полза на домакините. Официалният му капацитет е 34 596 седящи места.
През годините стадионът е бил реконструиран цели три пъти. Първоначално през 1977 г., а по-късно и през 1982 г. за домакинството на Световното първенство по футбол през 1982 г., на който приема срещи от груповата фаза на турнира.
Стадионът домакинства и на футболния турнир от Летните олимпийски игри през 1992 г.
На него са се провеждали три финала от турнира за Купата на Краля (1983, 1987, 1996).
Последната реконструкция е през 1994 година.
Използван е още за провеждането на концерти на Майкъл Джексън през 1996 г., Брус Спрингстийн през 1999 г., Металика през 2004 г.
Домакин на три срещи от Група 5 на Световното първенство по футбол през 1982 г.
- 17 юни 1982  Югославия -  Северна Ирландия 0:0
- 21 юни 1982  Хондурас -  Северна Ирландия 1:1
- 24 юни 1982  Хондурас -  Югославия 0:1

Летни олимпийски игри 1992
- - Групова фаза
- 24 юли 1992  Полша -  Кувейт 2:0
- 26 юли 1992  Дания -  Мексико 1:1
- 27 юли 1992  САЩ - Кувейт 3:1
- 28 юли 1992  Дания -  Гана 0:0
- 29 юли 1992  САЩ -  Полша 2:2
- 30 юли  Дания -  Австралия 0:3
  - Четвъртфинал
- 1 август 1992  Парагвай -  Гана 2:4 (прод) (В редовното време 2:2)

Купата на Краля
- 1983 Барселона - Реал Мадрид 2:1
- 1987 Реал Сосиедад - Атлетико Мадрид 4:2 (дузпи)
- 1996 Атлетико Мадрид - Барселона 1:0 (продължения)